# Église collégiale Saint-Patrice (Lorca)
Pour les articles homonymes, voir Église Saint-Patrice.
La collégiale Saint-Patrice (en espagnol : Colegiata de San Patricio), est un édifice religieux catholique de style Renaissance, situé dans la ville de Lorca en Espagne et déclaré lieu historique national et artistique par décret le 27 janvier 1941.

## Présentation
La collégiale est la pierre angulaire des monuments de la place d'Espagne, à côté de l'hôtel de ville, et du palais du Corregidor.
Il s'agit de la seule église d'Espagne placée sous le patronage de saint Patrice. Le dévotion au saint irlandais tient ses origines dans la bataille des Alporchones, livrée le 17 mars 1452 (jour de la célébration du saint), face aux armées musulmanes qui ravagaient la région.
Les travaux ont commencé, par une bulle du pape Clément VII en 1533 sur l'ancienne église de San Jorge. La construction, non sans problèmes, a été retardée jusqu'en 1780 suivant le projet de Jerónimo Quijano, maître des œuvres de l'évêque de Carthagène. 

## Architecture
L'extérieur est caractérisé par la présence de trois niveaux de hauteur différente dont les deux supérieurs sont soutenus par des contreforts. La façade sud s'achève à l'est par un clocher à quatre niveaux qui domine la place d'Espagne.
Conçu comme un espace aérien, l'intérieur est divisé en trois nefs, douze chapelles latérales, un chœur et un déambulatoire.

### Sources
- (es) Cet article est partiellement ou en totalité issu de l’article de Wikipédia en espagnol intitulé « Colegiata de San Patricio » (voir la liste des auteurs).